# Закрутка болотяна
Закрутка болотяна, або равлик-завиток чотиризубий, Vertigo geyeri, — вид молюсків з родини Vertiginidae.
Занесено до Червоної книги України з 2021 року.

## Назва
Видова назва geyeri вшановує німецького малаколога Давида Геєра (1855—1932).

## Поширення
Альпійсько-бореальний вид, що поширений в Європі. Він має розсіяне і часто локалізоване поширення в багатьох країнах, і є задокументовані місцеві вимирання, особливо там, де вид зустрічається в ізольованих популяціях та/або знаходиться на межі свого ареалу. Вид поширений в Скандинавії до 64° широти. В Ірландії є велика ізольована популяція. Лише дуже невеликі популяції відомі в Англії, Шотландії та Уельсі. На материку ареал виду поширюється, здебільшого в невеликих популяціях в Німеччині, Чехії, Словаччини та альпійських регіонах Австрії, Швейцарії, Східної Франції, в країнах Балтії, на північному заході Росії. Він трактується як льодовиковий реліктовий вид. Нещодавно вид був знайдений і в Центральному Алтаї.

## Опис
Мушля у формі яйця має лише 1,7-1,9 мм в довжину і 1,2 мм в ширину. Має до 5 мутовок, які відокремлюються одна від одної глибокими швами. Рот має 4 невеликих виступи (так звані «зуби») — один тім'яний, один стовпчастий і два піднебінних, але може бути і менше зубів. Колір корпусу червонувато-коричневий, а поверхня глянцева. Раковини майже гладкі, за винятком слабкої регулярної смуги росту.

## Спосіб життя
Тварини живуть на краю вапнякових боліт. Вони віддають перевагу значенням pH від 7 до 8 і максимально постійним рівням води. Береги потрібно вкрити ситником (Juncus) і осокою (Carex). Про спосіб життя та харчування відомо небагато.